# Аликанте
Аликанте (шп. Alicante) или Алакант (кат. Alacant) на каталонском, град у југоисточној Шпанији, смештен у Аликанском заливу Средоземног мора, лучки град у аутономној заједници Валенсија и главни град истоимене провинције Аликанте.

## Историја
Аликанте су основали Грци 324. п. н. е. и назвали га Акра Леуке. 201. п. н. е. освојили су га Римљани и назвали Луцентум.Ханибал је овде требало да „истовари“ своје добро познате слонове. Између 718. и 1249. градом су владали Маври који су му променили име у Ал Луцант. 1265. освојио га је Ђауме I Освајач и тако је Аликанте припао краљевству Арагон. Федералисти из Картагине су га заузели 1873. године.
Једна од значајнијих знаменитости је тврђава Санта Барбара (Castillo de Santa Bárbara) која се налази изнад града на једној стени.

## Становништво
Према процени, у граду је 2008. живело 331.750 становника.

| 1981.   | 1989.   | 1991.   | 2001.   | 2002.   |
| ------- | ------- | ------- | ------- | ------- |
| 251.387 | 265.473 | 275.111 | 284.580 | 284.580 |

### Језик
По испитивањима Националног института за статистике 2003. године 33% грађана користи се каталонским. Наиме, за време диктатуре Франсиска Франка каталонски језик је био забрањен, тако да се шпански још више укоренио на овом простору, а ни каталонски назив за град, Алакант, више није смео да се употребљава. Данас су званично оба језика службена.

## Привреда
Аликанте је један од најбрже растућих градова Шпаније. Његова привреда базира се на туризму и производњи вина. Поред вина, извози се и маслиново уље и воће. Овај град располаже индустријом текстила, коже и прехрамбеном индустријом.

## Партнерски градови
- Сивас
- Херцлија
- Таранто
- Брајтон
- Ница
- Карлофорте
- Матанзас
- Оран
- Рига
- Тојока
- Венџоу
- Александрија